# Bắc phạt (1926–1928)
Bắc phạt (tiếng Trung: 北伐; bính âm: běi fá) là một chiến dịch quân sự phát động bởi Quốc dân Cách mệnh Quân thuộc Trung Quốc Quốc Dân Đảng chống lại Chính phủ Bắc Dương và các quân phiệt địa phương từ năm 1926 đến 1928. Mục đích chính của chiến dịch là thống nhất Trung Quốc vốn đã bị chia cắt sau thời kỳ Cách mạng Tân Hợi năm 1911, đồng thời cũng tiêu diệt quyền lực của các quân phiệt địa phương. Lãnh đạo cuộc viễn chinh là Tổng tư lệnh Tưởng Giới Thạch và chia chiến dịch làm hai giai đoạn. Giai đoạn đầu kết thúc vào năm 1927 khi chia rẽ chính trị giữa hai phe của Quốc Dân đảng: phe cánh hữu Nam Kinh do Tưởng Giới Thạch lãnh đạo và phe cánh tả Vũ Hán do Uông Tinh Vệ lãnh đạo. Sự chia rẽ này một phần bởi sự thanh trừng những người cộng sản của Tưởng trong Quốc dân đảng, đánh dấu sự kết thúc của Mặt trận Thống nhất đầu tiên. Trong một nỗ lực để cứu vãn sự chia rẽ này, Tưởng Giới Thạch đã từ chức chỉ huy của Quốc quân vào tháng 8 năm 1927 và lưu vong ở Nhật Bản.
Giai đoạn thứ hai của cuộc viễn chinh bắt đầu vào tháng 1 năm 1928, khi Tưởng tiếp tục chỉ huy. Đến tháng 4 năm 1928, các lực lượng Quốc dân đảng đã tiến đến Hoàng Hà. Với sự hỗ trợ của các quân phiệt đồng minh bao gồm Diêm Tích Sơn và Phùng Ngọc Tường, lực lượng quốc quân đã giành một loạt các chiến thắng quyết định chống lại Quân đội Bắc Dương. Khi đến gần Bắc Kinh, Trương Tác Lâm, lãnh đạo của quân phiệt Phụng hệ căn cứ tại Mãn Châu, đã buộc phải chạy trốn, và bị Nhật ám sát ngay sau đó. Con trai của ông, Trương Học Lương, đã đảm nhận vị trí lãnh đạo quân phiệt Phụng hệ, và vào tháng 12 năm 1928 tuyên bố rằng Mãn Châu sẽ chấp nhận quyền lực của chính phủ quốc dân ở Nam Kinh, hay còn được gọi là sự kiện "Đông Bắc đổi cờ". Với sự hợp nhất cuối cùng, Trung Quốc về danh nghĩa đã hoàn toàn được kiểm soát bởi Quốc dân đảng. Chiến dịch Bắc phạt kết thúc thành công và Trung Quốc đã được thống nhất, báo hiệu sự khởi đầu của Thập kỷ Nam Kinh.

## Bối cảnh

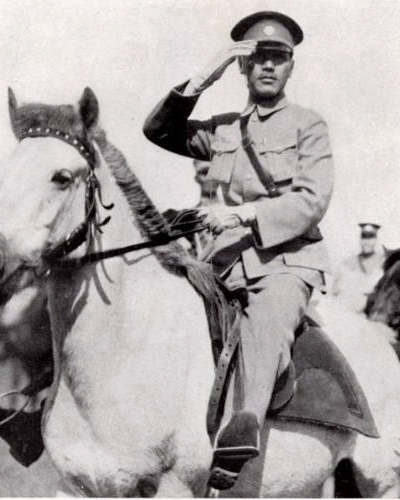
Tưởng Giới Thạch, Tổng tư lệnh Quốc dân Cách mạng Quân nổi lên sau cuộc Bắc phạt với vai trò là nhà lãnh đạo Trung Quốc.

Năm 1911, khởi nghĩa Vũ Xương bùng nổ, dẫn tới các cuộc khởi nghĩa phản Thanh trên toàn Trung Quốc, còn gọi Cách mạng Tân Hợi, năm sau Trung Hoa Dân Quốc được thành lập, chính phủ lâm thời Dân Quốc tại Nam Kinh và lãnh tụ quân Bắc Dương Thanh triều Viên Thế Khải đạt được nghị hòa Bắc Nam, theo đó Viên Thế Khải thay thế Tôn Trung Sơn làm Đại Tổng thống lâm thời Trung Hoa Dân Quốc để đổi lấy sự thoái vị của Hoàng đế nhà Thanh Phổ Nghi. Để hạn chế quyền lực Viên, Thượng viện lâm thời Trung Hoa Dân Quốc (中華民国臨時參議院) đã thông qua "Hiến pháp lâm thời Trung Hoa Dân Quốc" (中華民国臨時約法 ước pháp lâm thời Trung Hoa Dân Quốc) quy định chế độ nội các.
Năm 1913, cuộc bầu cử nghị viên quốc hội đầu tiên của Trung Hoa Dân Quốc đã thành công, Quốc dân đảng, đại diện cho các lực lượng cách mạng ở phía Nam, đã giành được đa số nghị viện. Cán sự trưởng Quốc Dân Đảng Tống Giáo Nhân bị ám sát tại Thượng Hải khi đang trên đường đến Bắc Kinh để thành lập nội các. Quốc dân đảng khẳng định rằng Viên là chủ mưu của vụ ám sát, dẫn tới một loạt các cuộc chiến chống lại Viên và sau đó là chính phủ Bắc Dương.
Ngày 12/12/1915, Viên Thế Khải trở thành hoàng đế, đặt niên hiệu là Hồng Hiến (洪憲). Vào ngày 25/12, Thái Ngạc, Đường Kế Nghiêu, Lý Liệt Quân, tuyên bố Vân Nam độc lập tại Côn Minh và phát động phong trào hộ quốc. Năm 1916, Lưu Hiển Thế từ Quý Châu và Lục Vinh Đình từ Quảng Tây, đô đốc Phùng Quốc Chương từ Giang Tô, đô đốc Lý Thuần từ Giang Tây, đô đốc Chu Thụy từ Chiết Giang, đô đốc Thang Hương Minh từ Hồ Nam, đô đốc Cận Vân Bằng từ Sơn Đông, cũng bày tỏ sự phản đối. Vào tháng 3, Viên từ bỏ chế độ quân chủ Hồng Hiến và qua đời vào ngày 6/6/1916. Sau khi Viên qua đời, quân Bắc Dương bị chia rẽ thành nhiều phái, có 3 lực lượng chính là: Đoàn Kỳ Thụy đứng đầu Hoàn hệ, Tào Côn đứng đầu Trực hệ, Trương Tác Lâm đứng đầu Phụng hệ. Những quân phiệt này gây chiến với nhau để kiểm soát Chính phủ Bắc Dương.
Trong những năm 1920, Chính phủ Bắc Dương có căn cứ tại Bắc Kinh được quốc tế công nhận là chính phủ hợp pháp của Trung Quốc. Tuy nhiên, phần lớn đất nước không nằm dưới sự kiểm soát của Chính phủ Bắc Dương, mà nằm dưới sự quản lý của quân phiệt địa phương.
Năm 1919, Tôn Trung Sơn cải tổ lực lượng cách mạng thành Quốc dân đảng Trung Quốc. Đầu năm 1920, Tôn Trung Sơn, với sự giúp đỡ của Liên Xô, đã thành lập Trường Quân sự Hoàng Phố và hợp tác với Đảng Cộng sản Trung Quốc. Sự tham gia của Đảng Cộng sản Trung Quốc trong Quốc dân đảng là một kế hoạch chiến lược, thay vì chống đối, những đảng viên cộng sản hoạt động thành các tổ chức bí mật trong Quốc dân đảng. Chia nhóm lãnh đạo Quốc dân đảng thành hai nhóm, liên lạc cánh tả, đả kích cánh hữu, tạo ra sự chia rẽ. Ngày 1/7/1925, sau khi thảo phạt Trần Quýnh Minh, tại Quảng Châu, Tưởng Trung Chính (Tưởng Giới Thạch) thay đổi Đại bản doanh Đại nguyên soái Hải lục Trung Hoa Dân Quốc (中華民國陸海軍大元帥大本營) thành Chính phủ Quốc dân, tại Trường quân sự Hoàng Phố thành lập Quân Cách mạng Quốc dân. Hợp tác Quốc-Cộng lần thứ nhất đã thúc đẩy tình hình cách mạng toàn quốc, vào ngày 1/7/1925, Chính phủ Cách mạng Quảng Đông được thành lập tại Quảng Châu, cùng với sự thành lập Quân Cách mạng Quốc dân để chuẩn bị cho Chiến dịch Bắc phạt. Tại Quảng Châu, chính quyền cách mạng với nền tảng chưa được ổn định và các quân phiệt địa phương vẫn còn trên khắp Quảng Đông. Đặc biệt là ở Đông Giang, Trần Quýnh Minh có lực lượng mạnh nhất và là mối đe dọa lớn nhất.
Kể từ khi kết thúc Phong trào Bảo vệ Hiến pháp (護法運動 vận động hộ pháp) năm 1922, Quốc Dân Đảng đã củng cố lực lượng của mình để chuẩn bị cho một cuộc viễn chinh chống lại các quân phiệt phương Bắc ở Bắc Kinh, với mục tiêu thống nhất Trung Quốc.
Năm 1920, Tào Côn và Đoàn Kỳ Thụy khai chiến với nhau, còn gọi Chiến tranh Trực Hoàn (直皖战争).
Năm 1922, nổ ra chiến tranh Phụng Trực lần thứ nhất (第一次直奉战争), giữa hai phe Trực hệ do Ngô Bội Phu đứng đầu và Phụng hệ do Trương Tác Lâm đứng đầu.
Năm 1924, sau chiến tranh Phụng Trực lần thứ hai, quân Phụng hệ đánh bại Trực hệ. Tháng 10, Phùng Ngọc Tường đưa quân đến Bắc Kinh lật đổ Đại tổng thống Tào Côn, trục xuất Phổ Nghi, mời Tôn Trung Sơn lên phía bắc để cùng hợp tác. Trước khi Tôn đến Bắc Kinh, Phùng Ngọc Tường và Trương Tác Lâm đã đồng ý mời Đoàn Kỳ Thụy trở thành Đại Tổng thống "chấp chính lâm thời", đồng thời cũng xóa bỏ "Hiến pháp lâm thời" và Quốc hội sơ niên Trung Hoa Dân Quốc. Ngày 4/12, Tôn đến Thiên Tân và được chào đón nhiệt tình tại đây. Ngày 31/12, Tôn đến Bắc Kinh, tại đây ông phát biểu với những người ủng hộ. Tôn khẳng định để giải quyết vấn đề đất nước cần có một Hội nghị Quốc dân do dân bầu, Đoàn khước từ chủ trương triển khai một hội nghị bao gồm các lực lượng quân sự, chính trị và thương nhân, còn được gọi Hội nghị Thiện hậu (善後會議).
Ngày 1/1/1925, Tôn Trung Sơn được đưa vào bệnh viện. Ngày 20/1, bệnh tình trở nên xấu hơn, ông được chẩn đoán ung thư gan giai đoạn cuối và việc điều trị không còn khả quan. Ngày 12/3, Tôn Trung Sơn qua đời. Trước khi qua đời, Tôn Trung Sơn, người sáng lập Trung Hoa Dân quốc và đồng sáng lập Quốc Dân đảng, người ủng hộ hợp tác Trung-Xô, dẫn tới Mặt trận Thống nhất thứ nhất với Đảng Cộng sản Trung Quốc (CPC). Nhiều đảng viên Quốc dân đảng đã phản đối việc đưa Cộng sản vào tổ chức. Sau khi ông mất, lực lượng Đảng Cộng sản mở rộng lực lượng, những người chống Cộng đã rời khỏi Quảng Đông. Quân đội của Quốc Dân đảng là Quốc dân Cách mệnh Quân (NRA). Tưởng Giới Thạch, người đã nổi lên như được Tôn Trung Sơn hỗ trợ trước năm 1922, được bổ nhiệm làm tư lệnh Trường Quân sự Hoàng Phố năm 1924, và nhanh chóng nổi lên như một ứng cử viên cho vị trí kế nhiệm sau khi ông qua đời.
Vào ngày 30/5/1925, các sinh viên tại Thượng Hải đã tập hợp lại tại Tô giới Quốc tế, và tổ chức các cuộc biểu tình phản đối sự can thiệp của nước ngoài vào Trung Quốc.  Đây còn được gọi là Phong trào Ngũ Tạp (五卅运动 vận động Ngũ Tạp). Cụ thể, với sự hỗ trợ của Quốc dân đảng, họ kêu gọi tẩy chay hàng hóa nước ngoài và chấm dứt Tô giới, do Anh, Mỹ kiểm soát. Cục cảnh sát Tô giới Quốc tế Thượng Hải (上海公共租界工部局警務處), phần lớn được điều hành bởi người Anh, đã nổ súng vào đám đông người biểu tình. Vụ việc này đã gây ra sự phẫn nộ trên khắp Trung Quốc, lên đến đỉnh điểm trong bãi công Hồng Kông-Quảng Châu (省港大罷工 bãi công tỉnh cảng đại), bắt đầu vào ngày 18 tháng 6, và đã chứng minh đây là mảnh đất phì nhiêu tuyển dụng của Đảng Cộng sản Trung Quốc. Những lo ngại về sức mạnh đang gia tăng của phe cánh tả và ảnh hưởng của cuộc đình công đối với khả năng gây quỹ của chính quyền Quảng Châu, vốn phụ thuộc chủ yếu vào ngoại thương, dẫn đến căng thẳng gia tăng trong Mặt trận Thống nhất. Trong bối cảnh đó, Tưởng, người đang ganh đua cho vị trí lãnh đạo Quốc dân đảng, bắt đầu củng cố quyền lực để chuẩn bị cho một cuộc viễn chinh chống lại các quân phiệt phương Bắc. Vào ngày 20 tháng 3 năm 1926, ông đã phát động một cuộc thanh trừng không đổ máu vào những người cộng sản cứng rắn, những người phản đối cuộc chinh phạt được chính quyền Quảng Châu đề xuất và quân đội của nó, được gọi là Đảo chính Quảng Châu (中山艦事件 sự kiện Trung Sơn hạm). Đồng thời, Tưởng thực hiện các động thái hòa giải đối với Liên Xô và cố gắng cân bằng hỗ trợ cần thiết của Liên Xô và Đảng Cộng sản Trung Quốc trong cuộc chiến chống lại các quân phiệt với những lo ngại về ảnh hưởng cộng sản ngày càng tăng với Quốc Dân Đảng. Sau cuộc đảo chính, Tưởng đã thương lượng một thỏa hiệp, theo đó các thành viên cứng rắn của phe cánh hữu, như Ngô Thiết Thành (吳鐵城), đã bị cắt mọi chức vụ để đền bù cho phe cánh tả bị thanh trừng. Bằng cách đó, Tưởng đã có thể chứng minh sự hữu ích của mình đối với Đảng Cộng sản Trung Quốc và Liên Xô. Viện trợ của Liên Xô cho chính phủ Quốc Dân Đảng vẫn được tiếp tục, cũng như Quốc Dân Đảng tiếp tục hợp tác với Đảng Cộng sản Trung Quốc. Một liên minh mỏng manh giữa phe cánh hữu Quốc dân đảng, phe trung dung của Tưởng, phe cánh tả Quốc dân đảng và Đảng Cộng sản Trung Quốc để cùng nhau ra quyết định, đặt nền móng cho chiến dịch Bắc phạt.
Năm 1926, có ba quân phiệt lớn có thái độ thù địch với chính quyền Quốc dân đảng ở Quảng Châu. Lực lượng Ngô Bội Phu kiểm soát phía bắc Hồ Nam, Hồ Bắc, và Hà Nam. Liên quân Tôn Truyền Phương kiểm soát Phúc Kiến, Chiết Giang, Giang Tô, An Huy và Giang Tây. Liên quân mạnh nhất lãnh đạo bởi Trương Tác Lâm, lãnh đạo chính phủ Bắc Dương và quân phiệt Phụng hệ, kiểm soát Mãn Châu, Sơn Đông và Trực Lệ. Để đối diện với chiến dịch Bắc phạt, Trương Tác Lâm cuối cùng đã tập hợp "An quốc quân" (tiếng Trung: 安國軍; bính âm: Ānguójūn; Wade–Giles: Ankuochün; NPA), một liên minh của các quân phiệt miền bắc Trung Quốc.

## Giai đoạn thứ nhất (7/1926-4/1927)

### Đối đầu Ngô Bội Phu (7–9/1926)

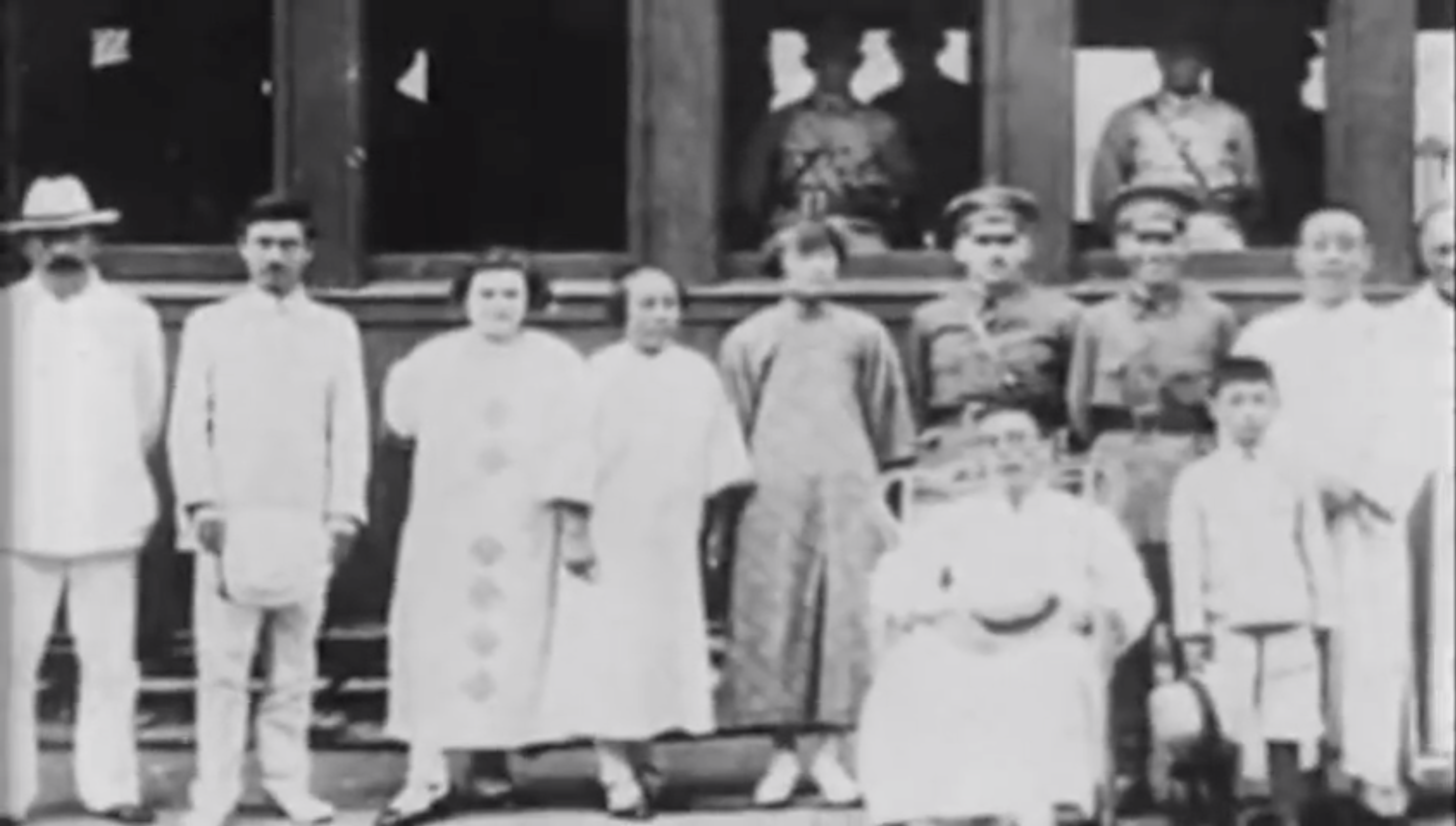
Tưởng Giới Thạch chuẩn bị rời Quảng Châu. Những người trong hình bao gồm Mikhail Borodin, ở phía bên trái, Vasily Blyukher trong quân phục bên phải, và Tưởng mặc đồng phục, bên phải Blyukher.

Trong bối cảnh giao tranh dữ dội dọc biên giới giữa các khu vực do Quốc dân đảng nắm giữ và lực lượng đồng minh của các quân phiệt Phụng hệ và Trực hệ, chính phủ quốc dân đã bổ nhiệm Tưởng Giới Thạch làm Tổng tư lệnh Quốc dân Cách mạng Quân vào ngày 5 tháng 6 năm 1926. Tưởng tiếp nhận chức vụ này trong một buổi lễ vào ngày 9 tháng 7, đánh dấu sự khởi đầu chính thức của chiến dịch Bắc phạt, mặc dù các cuộc đụng độ quân sự đã diễn ra. Chiến lược ban đầu của Quốc dân đảng bắc phạt chống quân phiệt Trực hệ, phần lớn được thiết kế bởi các cố vấn Liên Xô Mikhail Borodin và Vasily Blyukher, là tập trung vào việc đánh bại Ngô Bội Phu và xoa dịu Tôn Truyền Phương, trong khi bỏ qua Trương Tác Lâm của Phụng hệ. Sau khi chuyển từ phòng thủ sang tấn công, lực lượng Quốc dân đảng đã nhanh chóng tiến từ căn cứ của họ ở Quảng Đông sang tỉnh Hồ Nam do Wu kiểm soát, chiếm Trường Sa ngày 11/7. Vào thời điểm đó, hầu hết các lực lượng của Ngô Bội Phu đang tập trung tại Cư Dung quan, gần Bắc Kinh, chống lại Quốc dân quân, một phe ly khai khỏi Trực hệ có quan hệ với Quốc dân đảng. Tôn Truyền Phương, người mà Quốc dân đảng đã tránh giao tranh, đã không can thiệp khi quân đội Quốc dân đảng tiến sâu hơn vào lãnh thổ của Ngô. Quân phiệt Phụng hệ đề nghị hỗ trợ cho Ngô, ông đã từ chối hỗ trợ này, do nỗi sợ rằng các quân phiệt phía bắc sẽ làm giảm quyền lực của ông nếu cho phép quân đội của họ vào lãnh thổ. Tại một hội nghị quân sự được tổ chức tại Trường Sa vào ngày 11-12/8, Quốc Dân Đảng đã quyết định tiến hành một cuộc tấn công trực tiếp vào thành trì Vũ Xương của Ngô, bỏ qua Nam Xương của Tôn.  Theo cách này, họ sẽ hành quân theo con đường của cuộc khởi nghĩa Thái bình Thiên quốc trong thế kỷ 19.

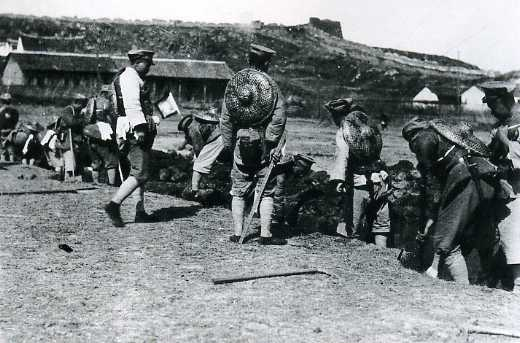
Lực lượng Quốc quân chuẩn bị tấn công Vũ Xương

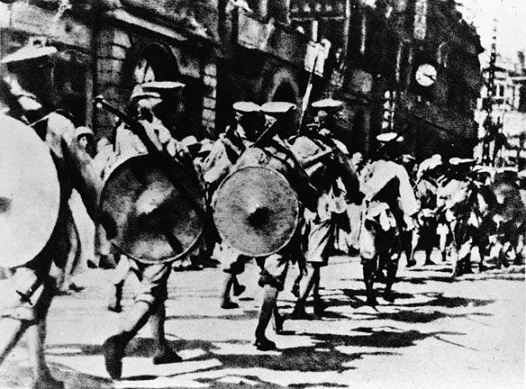
Lực lượng Quốc quân tiến vào tô giới Anh tại Hán Khẩu, tháng 10/1926

Với việc chiếm cảng Dương Tử tại Nhạc Châu vào ngày 22 tháng 8, Hồ Nam nằm dưới sự kiểm soát hoàn toàn của Quốc dân đảng, mở đường tiến đến Vũ Xương theo dọc tuyến đường sắt Bắc Kinh Quảng Châu. Khi lực lượng của Ngô Bội Phu rút lui về phía bắc, họ đã phá hủy một số con đê trên sông Dương Tử, làm chậm quá trình đánh chiếm của Quốc Dân Đảng. Đến ngày 28 tháng 8, Quốc Dân Đảng, do Lý Tông Nhân và Quân đoàn thứ bảy Quốc quân Quảng Tây do ông lãnh đạo, đã chiếm Hàm Ninh, cách Vũ Xương khoảng 75 km (47 dặm) về phía nam. Ngô Bội Phu], đã đưa quân trở về phía nam để bảo vệ Vũ Xương, tập hợp lực lượng của mình tại cầu Hạ Thắng Kiều (贺胜桥). Vào ngày 29/8, Ngô đã phát động một cuộc phản công chống lại lực lượng Quốc dân đảng ở phía nam, kết quả tổn thất tuyến phòng thủ của Ngô và đến trưa ngày hôm sau, các lực lượng của Ngô đã rút lui về phía Vũ Xương. Trong khoảng thời gian ngắn này, Ngô đã mất 8,000 quân. Ít nhất 5,000 trong số này đã bị bắt làm tù binh, cùng với súng trường bị tịch thu, cung cấp một lượng lớn lực lượng Quốc Dân Đảng.  Đến ngày 2 tháng 9, Quốc quân đã bao vây gần Vũ Xương. Trong khi ấy, Ngô và hầu hết quân đội của ông thoái lui về phía bắc đến tỉnh Hà Nam, thì những đội quân còn lại ở thành phố được tổ chức lại và đã cầm cự được hơn một tháng sau đó bị chiếm. Thất bại của Ngô khi đối diện với Quốc dân đảng đã khiến quyền lực và danh tiếng của ông bị suy yếu. Những đội quân còn lại của Ngô sau đó đã tan rã trong những tháng tiếp theo. 

### Thảo phạt Tôn Truyền Phương (9/1926–2/1927)
Sau khi lực lượng Ngô Bội Phu bị đánh bại, Quốc quân hướng về tỉnh Giang Tây do Tôn Truyền Phương kiểm soát, đó là thành phố Cửu Giang và thủ phủ là thành phố Nam Xương. Trước đó Tôn được chính phủ Quảng Châu đề nghị một hiệp ước không xâm lược, ông không muốn chính quyền của mình phụ thuộc vào sự cai trị Quốc dân đảng, nên đã từ chối. Do đó, trong khi cuộc bao vây ở Vũ Xương vẫn đang tiếp diễn, Tưởng Giới Thạch đã phát động một cuộc tấn công qua biên giới Giang Tây vào ngày 4 tháng 9. Đến ngày 19 tháng 9, cả Cửu Giang và Nam Xương đều nằm dưới sự kiểm soát của Quốc dân đảng, sự chiếm đóng được đẩy nhanh bởi việc đào ngũ của Lại Thủy Hoàng, một trong những tướng lĩnh của Tôn. Cuộc tấn công của Quốc quân đã buộc Tôn phải rút lui đến từ Nam Kinh với sự tăng viện vào ngày 21 tháng 9. Tôn chiếm lại hầu hết lãnh thổ đã mất, khẳng định lại quyền lực của mình một cách tàn nhẫn bằng cách giết chết hàng trăm học sinh, giáo viên và các thành viên nghi ngờ là của Quốc dân đảng, những người bị chặt đầu treo vào cột tại những nơi công cộng.

Hướng tấn công Bắc phạt

Với việc tiến lên phía trước bị tạm ngừng, Tưởng điện cho chính phủ Quảng Châu, yêu cầu chấm dứt cuộc đình công vẫn còn đang diễn ra ở Quảng Đông-Hồng Kong, nơi tiếp tục cản trở chuỗi tiếp tế. Các cuộc đàm phán với người Anh bắt đầu vào ngày 23 tháng 9, với cuộc đình công cuối cùng đã kết thúc vào ngày 10 tháng 10. Điều này giúp giảm bớt gánh nặng nguồn tiếp tế cho Quốc quân, và giải phóng nhân lực để tiếp tục Bắc phạt. Cùng ngày, các lực lượng còn lại của Ngô Bội Phu tại Vũ Xương đã đầu hàng, hoàn thành cuộc chinh phạt của Quốc quân tại tỉnh Hồ Bắc. Khi cuộc chiến đẫm máu tiếp diễn ở Giang Tây, tỉnh trưởng tỉnh Chiết Giang, Hạ Siêu, một trong những thuộc hạ của Tôn, đào thoát khỏi ra nhập với chính phủ Quốc Dân Đảng tại Quảng Châu. Người dân Chiết Giang ngày càng không ủng hộ với sự nắm quyền của Tôn, một người lạ đối với nhân dân tỉnh Chiết Giang, và vào ngày 16 tháng 10, Hạ Siêu tuyên bố độc lập. Tưởng Giới Thạch, người gốc Chiết Giang, đã có thể thuyết phục Hạ về phe với Quốc dân đảng. Sau khi đào tẩu, Hạ đã phát động một cuộc tấn công vào Thượng Hải do Tôn kiểm soát, nhưng gần như ngay lập tức buộc phải rút về Chiết Giang; do Tôn đã phát hiện ra kế hoạch của Hạ trước đó nên bố trí đề phòng. Các lực lượng của Tôn sau đó đã tuần hành tại Chiết Giang, triệt tiêu cuộc nổi loạn vào ngày 23 tháng 10. Hạ bị xử tử, cùng với hàng trăm binh lính nổi loạn, trong khi hàng ngàn thường dân đã bị tàn sát tại trụ sở cũ của Hạ.
Bên cạnh cuộc nổi dậy Chiết Giang, Quốc quân đã tiếp tục cuộc tấn công của họ ở Giang Tây. Thêm áp lực lên Tôn, Quân đội Quốc quân số một căn cứ tại Sán Đầu, do Hà Ứng Khâm lãnh đạo, hành quân qua biên giới Quảng Đông và bắt đầu một cuộc tấn công mới vào tỉnh Phúc Kiến. Quốc quân được nhiều người dân địa phương chào đón, bao gồm cả người Khách Gia, và dần dần bắt đầu thâm nhập vào vùng nông thôn Phúc Kiến. Lực lượng của ông di chuyển ven bờ biển, tấn công về phía thủ phủ tỉnh, Phúc Châu. Cuối tháng 10, lực lượng của Tôn lại rút lui khỏi Giang Tây và Phúc Kiến. Đầu tháng 11, Quốc quân đã di chuyển đánh chiếm các cảng Dương Tử tại Cửu Giang và Hồ Khẩu, và ngày 9/11 kiểm soát được Nam Xương. Lực lượng của Tôn khi rút lui đã bỏ lại khá nhiều vũ khí, số lượng này cung cấp lớn cho Quốc quân, đã có hơn 20,000 quân tổn thất trong trận chiến tấn công Nam Xương. Đồng thời, bản thân Tôn đã đến Thiên Tân với mục đích tìm kiếm sự hỗ trợ từ phe Phụng hệ hùng mạnh. Quân phiệt Sơn Đông Trương Tông Xương và quân phiệt Mãn Châu Trương Tác Lâm đề nghị hỗ trợ, đồng ý rằng cần thiết phải kiềm chế Quốc quân, tuy nhiên vẫn yêu cầu trả tiền để được giúp đỡ. Khi cuộc tấn công của Quốc quân chiếm lĩnh xong Phúc Kiến, 60,000 quân từ Sơn Đông đã đến tỉnh An Huy do Tôn kiểm soát vào ngày 24 tháng 11. Đội quân này được tổ chức thành "An Quốc quân" (安國軍 NPA) ngày 1/12. Trương Tác Lâm đảm nhận vị trí tổng tư lệnh, Trương Tông Xương và Tôn làm phó tổng tư lệnh.

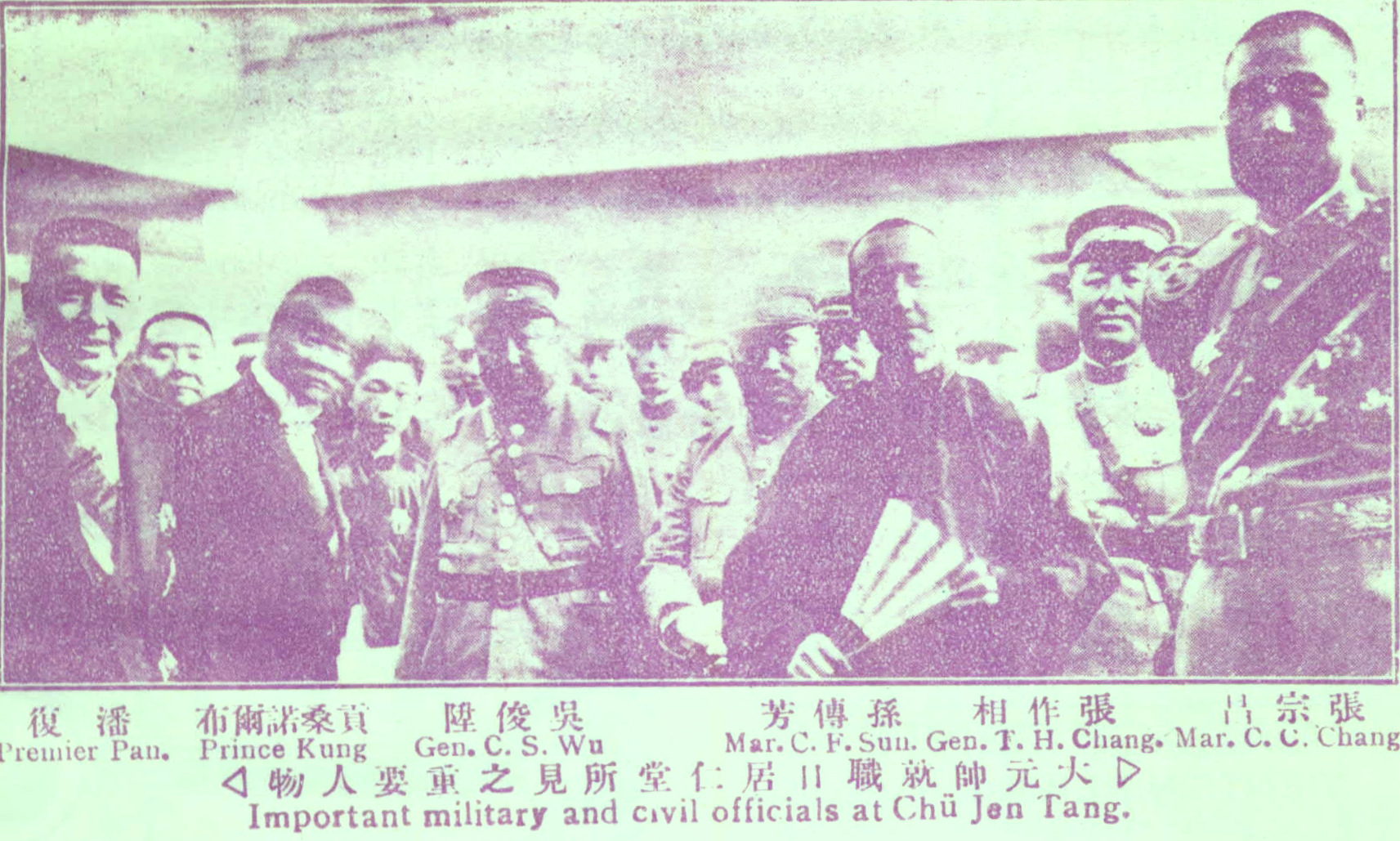
Thành viên chính quyền quân sự An Quốc quân, từ trái sang phải: Phan Phục, Gungsangnorbu, Ngô Tuấn Thăng, Tôn Truyền Phương, Trương Tác Tương, và Trương Tông Xương

Liên minh này cực kỳ không phổ biến với người dân địa phương trong các khu vực dưới sự kiểm soát của Tôn, và coi quân đội phía bắc của Trương Tông Xương là những kẻ xâm lược. Phong trào tự trị Chiết Giang tiếp tục, và một cuộc họp của các nhân vật có ảnh hưởng cấp tỉnh, trung thành với Tôn, đã được tổ chức tại Thượng Hải vào ngày 8 tháng 12. Tại Phúc Kiến, nhiều đội quân của Tôn đã đào thoát sang Quốc quân, và vào ngày 9 tháng 12, quân đội của Hà Ứng Khâm tiến vào Phúc Châu không bị ngăn chặn. Vào ngày 11 tháng 12, chỉ huy Chiết Giang Chu Phụng Kì tuyên bố đào tẩu sang Quốc quân. Điều này đã bắt đầu một loạt các vụ đào tẩu, dẫn đến sự ly khai của Chiết Giang khỏi "Các tỉnh thống nhất" của Tôn, sau đó nó được chính quyền Quảng Châu trao quyền tự trị. Đáp lại, Tôn tập hợp quân đội của mình ở biên giới Chiết Giang, với An Quốc quân bảo vệ hậu phương, tấn công vào Chiết Giang, chiếm lại hầu hết tỉnh. Đến ngày 10 tháng 1, phần lớn lực lượng phiến quân Chiết Giang đã rút về Cù Châu. Để giải vây cho quân nổi dậy đang bị bao vây, Hà Ứng Khâm đã đưa các lực lượng đang đóng tại Phúc Kiến của mình vào Chiết Giang, ngăn chặn bước tiến của Tôn. Các lực lượng nổi dậy và Quốc dân đảng đã sáp nhập dưới sự chỉ huy của Bạch Sùng Hy, người đã phát động một cuộc phản công vào ngày 20 tháng 1. Đến ngày 29 tháng 1, cuộc tấn công đã đến Lan Khê và Kim Hoa, nơi đã diễn ra một trận chiến khốc liệt dẫn đến một thất bại thảm hại cho lực lượng của Tôn.  Sau chiến thắng này, Quốc quân đã phát động một cuộc tấn công gọng kìm vào thủ phủ tỉnh là Hàng Châu. Nhiều quân đội phía bắc của Tôn, bị mất tinh thần do thất bại, phá vỡ hàng ngũ và chạy về phía bắc, cướp phá các thị trấn và làng mạc mà họ đi qua trên đường đi. Với lực lượng của mình bị xáo trộn, chỉ huy của Tôn trong khu vực, Mạnh Chiêu Dược, đã quyết định vào ngày 17 tháng 2 để từ bỏ Hàng Châu và chạy trốn cùng với 20,000 quân của mình bằng tàu hỏa đến tỉnh Giang Tô. Đến ngày 23 tháng 2, Chiết Giang nằm dưới sự kiểm soát hoàn toàn của Quốc Dân Đảng. Trong sáu tháng, những người theo dân tộc chủ nghĩa đã mở rộng sự kiểm soát của họ đến bảy tỉnh, nơi có dân số khoảng 170 triệu người. Được hỗ trợ bởi sự đào tẩu của nhiều quân phiệt và quân đội của họ, đến thời điểm này, Quốc quân đã tăng số lượng lên tới 700,000 quân.

### Tấn công Thượng Hải - Nam Kinh (2–4/1927)
Tôn Truyền Phương rút lui về Nam Kinh sau những thất bại này.  Đội quân Phụng hệ đáp lại lời hỗ trợ của Tôn để giúp đỡ bằng cách củng cố quân các tỉnh Giang Tô và An Huy, đồng thời tăng số lượng binh sĩ ở Hà Nam để hỗ trợ Ngô Bội Phu. Hai đội hình chính Phụng hệ, Quân đội Sơn Đông là Trương Tông Xương và Quân đội Trực Lệ của Trữ Ngọc Phác, đã vượt sông Dương Tử vào tháng 2 năm 1927 để giúp Tôn bảo vệ Nam Kinh và Thượng Hải. Sau chiến thắng của họ ở Chiết Giang, Tưởng Giới Thạch đã ra lệnh tiến hành một cuộc tấn công vào hai thành phố này. Quốc quân có căn cứ tại phía đông Hàng Châu, do Bạch Sùng Hy và Hà Ứng Khâm lãnh đạo, đã phát động một cuộc tấn công hai mũi nhọn vào giữa tháng ba. Lực lượng của Bạch tiến về Thượng Hải, trong khi lực lượng của Hà di chuyển về phía Thường Châu, với mục tiêu cắt đứt tuyến đường huyết mạch của Tôn, tuyến đường sắt Thượng Hải-Nam Kinh. Trong khi đó, Trình Tiềm đưa quân tiến về Nam Kinh qua tỉnh An Huy, con đường của nó mở ra bởi sự đào tẩu của lực lượng Tôn ở đó.  Những tàn dư của lực lượng Tôn, được hỗ trợ bởi Quân đội Sơn Đông, đã buộc phải rút về Thượng Hải ngay khi đối mặt với quân đội của Bạch. Các lực lượng của Hà Ứng Khâm đã nhanh chóng cắt đứt kết nối tuyến đường sắt với Thượng Hải, trong khi Tôn phải đối mặt với sự đào tẩu của hải quân và một cuộc tổng đình công của cộng sản ở Thượng Hải. Giao tranh dữ dội diễn ra tại Tùng Giang, ngay bên ngoài thành phố, nhưng vào ngày 22 tháng 3, lực lượng của Bạch đã hành quân vào Thượng Hải giành chiến thắng. Chiến dịch hỗ trợ Phụng hệ đã được chứng minh là một "thảm họa hành động tốn kém" đối với các quân phiệt phương bắc, những đội quân của họ đã chịu tổn thất nặng nề, buộc họ phải rút lui về phía bắc qua sông Dương Tử. Trong khi đó, cuộc đình công tiếp tục cho đến ngày 24 tháng 3, khi Bạch ra lệnh kết thúc. Rối loạn chung gây ra bởi cuộc đình công được cho là đã dẫn đến cái chết của 322 người, với 2,000 người bị thương, góp phần ra tăng cảm giác nghi ngờ của Quốc dân đảng với các đồng minh cộng sản bất tuân.
Với Thượng Hải dưới sự kiểm soát, Quốc quân chuyển sự chú ý sang Nam Kinh. Hà Ứng Khâm tấn công từ phía đông nam, trong khi Trình Tiềm tấn công từ phía tây nam. Trương Tông Xương đã ra lệnh cho Quân đội Sơn Đông của mình rút khỏi Nam Kinh vào ngày 23 tháng 3, khiến thành phố không được bảo vệ.  Trình Tiềm ngày hôm sau tiến vào thành phố mà không gặp phải sự kháng cự nào. Gần như ngay lập tức sau khi Quốc quân đến, các cuộc bạo loạn chống ngoại bang hàng loạt đã nổ ra trong thành phố, trong một sự kiện được gọi là Sự cố Nam Kinh. Các lực lượng hải quân của Anh và Mỹ được cử đến sơ tán công dân của họ, dẫn đến một cuộc bắn phá của hải quân khiến thành phố bị đốt cháy và ít nhất bốn mươi người chết. Lực lượng của Hà Ứng Khâm đến vào ngày 25 tháng 3 và vào ngày hôm sau, Trình Tiềm và Hà Ứng Khâm cuối cùng đã có thể chấm dứt bạo lực.
Phe của Tưởng Giới Thạch cáo buộc Lâm Bá Cừ lên kế hoạch cho tình trạng bất ổn, coi đó là một nỗ lực nhằm đưa dư luận quốc tế chống lại Quốc dân đảng. Lâm Bá Cừ, một thành viên của cả Đảng Cộng sản và Quốc Dân Đảng, đã từng là chính ủy Quân đội số sáu, một phần của lực lượng của Trình Tiềm. Bất cứ ai chịu trách nhiệm, Sự cố Nam Kinh đại diện cho đỉnh điểm của căng thẳng trong Mặt trận Thống nhất đầu tiên. Chính phủ dân tộc chủ nghĩa đã chuyển từ Quảng Châu đến thành phố mới Vũ Hán, được hình thành từ sự sáp nhập của Vũ Xương và hai thành phố lân cận khác. Chính quyền Vũ Hán dần dần rời xa Tưởng, trở thành một trung tâm của phe cánh tả, được Liên Xô hậu thuẫn trong Quốc dân đảng và kiềm chế quyền lực của Tưởng. Các công đoàn do cộng sản lãnh đạo đã tổ chức các cuộc biểu tình gần như liên tục ở chính Vũ Hán và trên các lãnh thổ do Quốc Dân Đảng kiểm soát, thiết lập các cấu trúc hành chính song song trong các khu vực được Quốc quân giải phóng.
Trong thành công cuối cùng của giai đoạn bắc phạt đầu tiên, Quốc quân tiếp tục đánh chiếm thủ phủ tỉnh An Huy là Hợp Phì và thành phố nhỏ hơn là Bạng Phụ. Các lực lượng Quốc quân đã hoạt động ở phía bắc sông Dương Tử tiếp tục tiến lên phía bắc tỉnh Giang Tô. Tuy nhiên, sự bước tiến đã bị cản trở bởi sự hỗn loạn dân sự xảy ra sau sự cố Nam Kinh. Căng thẳng giữa phe cánh tả ở Vũ Hán và phe cánh hữu ở Nam Kinh gây tranh cãi, dẫn tới chiến dịch Bắc phạt phải tạm ngừng. Trong khi đó, sau kết quả của cuộc tấn công Thượng Hải, Nam Kinh, sự trợ giúp của quân đội Phụng hệ đã ngăn chặn quân đội của Tôn Truyền Phương sụp đổ, và cuối cùng họ đã xoay xở để tập hợp lại và tăng cường lực lượng cho giai đoạn tiếp theo của cuộc xung đột. Phát động cuộc phản công vào ngày 3 tháng 4, An Quốc quân đã buộc Quốc quân lùi lại hơn 161 km (100 dặm) tới sông Dương Tử vào ngày 11 tháng 4.

## Giai đoạn thứ hai (4/1927-6/1928)

### Xung đột nội bộ phe Bắc phạt (4–8/1927)

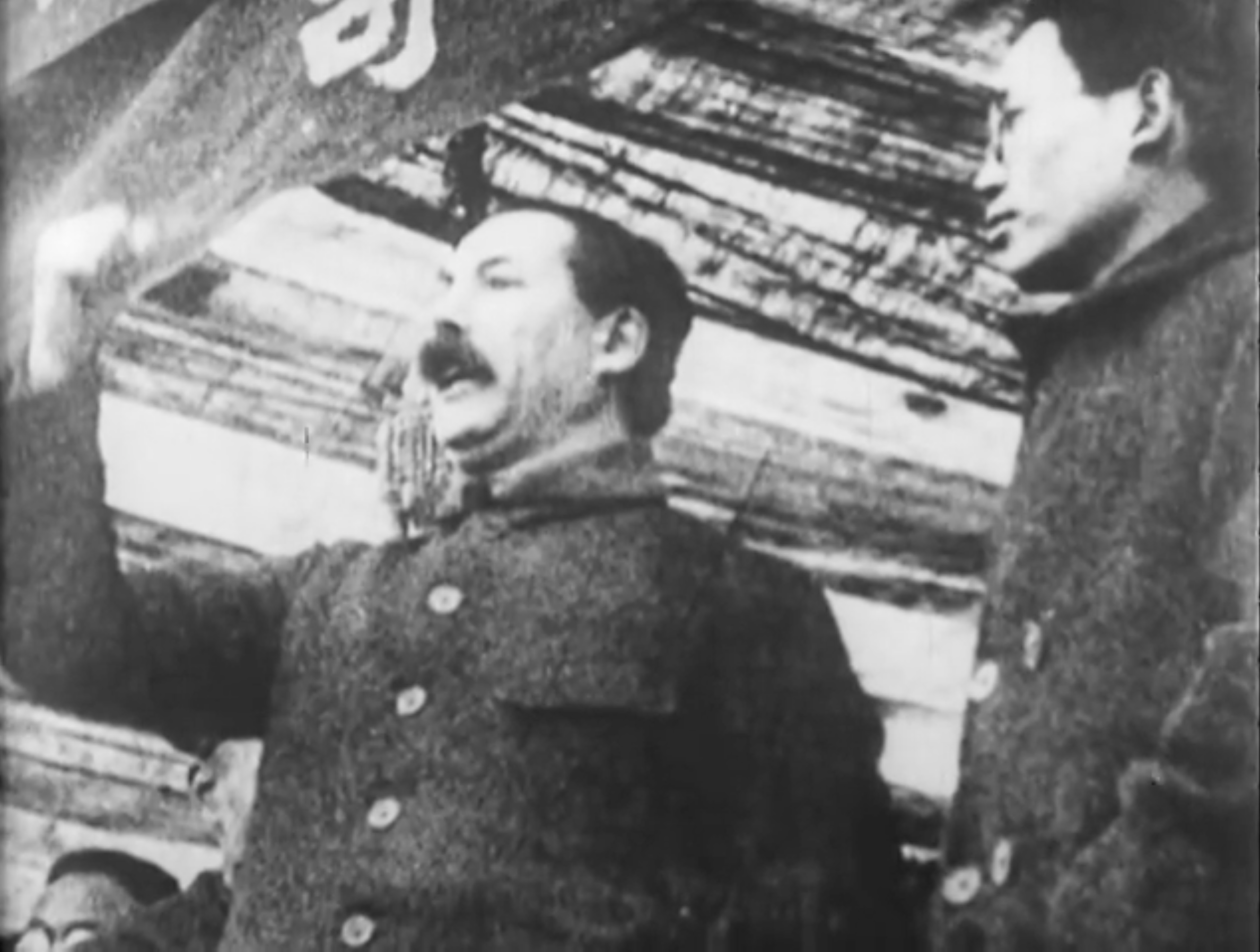
Mikhail Borodin phát biểu ở Vũ Hán, 1927

Là một phần của Mặt trận Thống nhất đầu tiên, nhiều thành viên của Đảng Cộng sản Trung Quốc đã gia nhập Quốc dân đảng, và họ đã gây ảnh hưởng đáng kể đối với phe cánh tả. Mikhail Borodin, người liên lạc chính thức giữa Quốc dân đảng và chính phủ Liên Xô tại Moskva, đã dành nhiều năm để xây dựng liên minh này, đồng thời khuyến khích mở rộng Đảng Cộng sản. Cánh quân cánh tả được Liên Xô hậu thuẫn này đã chiếm ưu thế trong chính phủ Quốc dân ở Vũ Hán, nơi ngày càng hướng đến sự chỉ huy của Tổng tư lệnh Quốc quân, Tưởng Giới Thạch. Vào ngày 1/4, chính phủ Vũ Hán, do Borodin cố vấn, đã ban hành các sắc lệnh tước quyền của Tưởng trong các vấn đề đối ngoại, tài chính và thông tin liên lạc, và ra lệnh rằng ông rời khỏi bộ chỉ huy của mình ở Thượng Hải và ra mặt trận. Các mệnh lệnh này không có hiệu lực, vì Vũ Hán gần như không có thẩm quyền quân sự. Chính phủ dự định phái một lực lượng nhỏ đến Nam Kinh với mục đích "giải giới" Tưởng, người thực hiện kế hoạch đó là Uông Tinh Vệ trở về sau khi lưu vong từ châu Âu. Uông, người đã trở về Trung Quốc với sự thúc giục của các thành viên chính phủ, đã được chào đón tại Thượng Hải bởi Tưởng, người đã đã đưa ra một thỏa thuận chia sẻ quyền lực. Uông nói rằng sẽ xem xét thỏa thuận, và lên tàu về Vũ Hán vào ngày 7/4. Ông đến vào ngày 10, nơi ông được lãnh đạo Vũ Hán chào đón. Nghe tin từ Uông về lời đề nghị của Tưởng, chính phủ đã quyết định chuyển lực lượng hạn chế của mình sang Bắc Kinh. Tưởng, mặt khác, đã chuẩn bị cho một cuộc thanh trừng những người cộng sản ở Thượng Hải.
Trong ngày 12 và 14/4, hàng trăm người cộng sản ở Thượng Hải đã bị bắt và giết theo lệnh của Tưởng trong một biến cố được gọi là "vụ thảm sát Thượng Hải", chấm dứt việc liên minh giữa những người theo dân tộc chủ nghĩa và cộng sản. Cuộc thanh trừng bị lên án bởi Uông Tinh Vệ, hiện là lãnh đạo của chính quyền Vũ Hán, chính thức chia rẽ giữa phe cánh tả của Quốc dân đảng ở Vũ Hán và phe cánh hữu Quốc dân đảng, sau đó thành lập chính phủ của họ ở Nam Kinh. Sự bấp bênh của vị trí Quốc quân ở Nam Kinh rất rõ ràng: tại các buổi lễ được tổ chức để kỷ niệm sự nâng cao vị thế của thành phố đến thủ đô của Trung Quốc, pháo binh của quân phiệt Trương Tông Xương đã bắn phá bờ sông của thành phố từ bên kia sông Dương Tử.
Với khu vực Nam Kinh Thượng Hải đang bị đe dọa tấn công liên tục từ An Quốc quân, một loạt các cuộc tấn công độc lập đã được các lực lượng liên kết với Quốc quân và bởi Quốc quân diễn ra vào tháng 5 năm 1927. Phùng Ngọc Tường và Tây Bắc quân (Guominjun 西北軍) của ông di chuyển trước, rời căn cứ của họ ở Thiểm Tây để hành quân đến Lạc Dương, ở Hà Nam. Vào ngày 10 tháng 5, Quân đội số một và số sáu của Quốc quân đã vượt sông Dương Tử vào An Huy, và vào ngày 16 tháng 5, Lý Tông Nhân, đóng ở phía tây An Huy, đã dẫn Quân đội số bảy về phía Hợp Phì. Đồng thời, chính phủ Vũ Hán đã phát động chiến dịch của riêng mình tại tỉnh Hà Nam do Đường Sinh Trí lãnh đạo, người được chỉ định giữ chức Tổng tư lệnh quân đội Vũ Hán. Được hỗ trợ bởi sự đào tẩu của tàn quân của Ngô Bội Phu, Đường đã chiến đấu với lực lượng của "Nguyên soái trẻ" Trương Học Lương, con trai của Trương Tác Lâm, đẩy họ trở lại một con sông tại Diêm Thành.

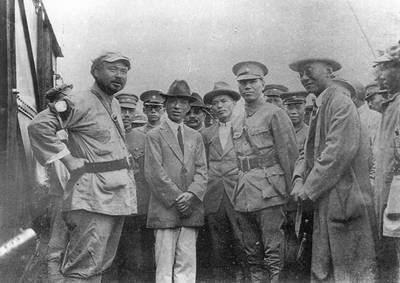
Phùng Ngọc Tường gặp Tưởng Giới Thạch tại Từ Châu ngày 19/6/1927

Đến ngày 20 tháng 5, Lý Tông Nhân đã chiếm được Bạng Phụ, trong khi Tưởng mở một cuộc tấn công bốn mũi xuyên qua Giang Tô, hướng về căn cứ quyền lực của quân phiệt ở Sơn Đông. Hà Ứng Khâm lãnh đạo Quân đội số một Quốc quân băng qua Dương Tử tại Trấn Giang, và chuyển sang đánh chiếm Hải Châu. Vào ngày 28 tháng 5, Lý chiếm được Tô Châu, trong khi Tây Bắc quân chiếm Lạc Dương, buộc Trương Tông Xương phải rút lực lượng về Sơn Đông và Trương Học Lương rút quân trở lại phía bắc sông Hoàng Hà. Sau khi rút lui của Trương Học Lương, Phùng Ngọc Tường di chuyển về phía đông từ Lạc Dương đến Trịnh Châu.  Cuối cùng, vào ngày 2 tháng 6, Quốc quân đã chiếm được ngã ba đường sắt quan trọng của Từ Châu. Với cả hai tuyến đường sắt Long Hải và Bắc Kinh-Hán Khẩu dưới sự kiểm soát của Quốc quân hoặc Tây Bắc quân, Phùng đã tiếp xúc trực tiếp với các chính phủ phe phái Vũ Hán và Nam Kinh, cả hai đều tìm kiếm sự trợ giúp của ông. Ông đã gặp Uông Tinh Vệ và Đường Sinh Trí tại Trịnh Châu vào ngày 10 tháng 11, sau đó đi đến Từ Châu để gặp Tưởng Giới Thạch vào ngày 19 tháng 6. Vào ngày hôm sau, Phùng thông báo rằng ông sẽ liên minh với phe Nam Kinh và thanh trừng những người cộng sản khỏi các khu vực dưới quyền kiểm soát của ông, làm tê liệt kế hoạch của chính phủ Vũ Hán tiến về phía bắc, khi Đường trở về Vũ Hán với quân đội của ông. Trong khi Tưởng định tấn công vào Sơn Đông, đã bị cản trở bởi sự xuất hiện của Đạo quân Quan Đông Nhật Bản trong suốt tháng 6, được triển khai một cách phô trương để bảo vệ công dân Nhật Bản tại Thanh Đảo. Trong khoảng thời gian này, Ngô Bội Phu rút lui cùng với lực lượng còn lại của mình vào Tứ Xuyên, nơi ông tuyên bố nghỉ hưu. Vào ngày 5 tháng 7, tướng Chen Yi-yen của An Quốc quân đã trốn sang Quốc quân, nhưng không thuyết phục được 10,000 binh sĩ của mình tại Thanh Đảo cũng làm như vậy.
Tại Vũ Hán, Đường bắt đầu huy động quân đội của mình cho một cuộc tấn công vào chính quyền Nam Kinh. Nhận thức được mối đe dọa này, Tưởng thu quân đội từ biên giới Sơn Đông trong nỗ lực ngăn chặn Đường. Đổi lại, An Quốc quân đã phát động một cuộc tấn công vào Tưởng vào đầu tháng 7, đòi lại phần lớn lãnh thổ mà họ đã mất. Đến ngày 24 tháng 7, An Quốc quân đã chiếm lại Từ Châu. Trước những tổn thất gia tăng do các quân phiệt gây ra, phe phái Vũ Hán và Nam Kinh bắt đầu các cuộc đàm phán hòa giải. Chính phủ Vũ Hán thanh trừng những người cộng sản khỏi hàng ngũ của họ và trục xuất các cố vấn Liên Xô, tạo điều kiện cho một mối quan hệ giữa hai phe, nhưng cũng làm dấy lên cuộc nổi dậy của cộng sản tại Nam Xương, làm suy yếu chính quyền. Tuy nhiên, trong thời gian đó, cuộc phản công của An Quốc quân vẫn tiếp tục, đến Bạng Phụ vào ngày 9 tháng 8 và buộc Tưởng phải rút quân về phía nam sông Dương Tử. Để đáp lại sự hợp tác của mình, Uông Tinh Vệ yêu cầu Tưởng từ chức tổng tư lệnh, và từ bỏ tất cả các chức vụ chính trị. Theo đó, Tưởng đã từ chức từ ngày 12 tháng 8, mặc dù điều này không thống nhất ngay lập tức phe phái Vũ Hán và Nam Kinh.

### Khuyết Tưởng Giới Thạch (8/1927-1/1928)

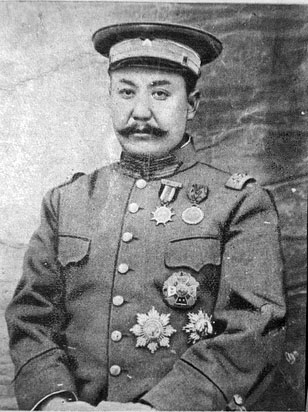
Quân phiệt Sơn Tây Diêm Tích Sơn bắt đầu chiến đấu với An Quốc quân trong tháng 10/1927, củng cố vị thế quân sự Quốc dân đảng

Khi hai bên cố gắng hòa giải những khác biệt chính trị, lực lượng của Tôn tiếp tục bắn phá Nam Kinh từ bên kia sông Dương Tử. Cảm nhận được sự xáo trộn liên tục của Quốc quân, Tôn chuyển sang thử và chiếm lại Thượng Hải, trái với mong muốn của lãnh đạo An Quốc quân Trương Tác Lâm. Vào ngày 25 tháng 8, các nhóm đổ bộ của An Quốc quân đã được phái đi để vượt qua sông Dương Tử tại Long Đàm, gần Nam Kinh. Vào sáng sớm ngày 26 tháng 8, hàng ngàn binh lính của Tôn đã vượt sông, tập trung tại nhà ga Long Đàm thuộc tuyến đường sắt Thượng Hải Nam Kinh. Quân đội số bảy Quốc quân của Lý Tông Nhân đã cố gắng chuyển hướng An Quốc quân ra khỏi đường sắt trong một thời gian ngắn, nhưng hàng ngàn binh sĩ của Tôn, bao gồm các đơn vị lính đánh thuê Bạch vệ, đã vượt sông vào ngày hôm sau và chiếm lại nhà ga, cắt đứt liên lạc giữa Nam Kinh và Thượng Hải. Quốc quân quay cuồng đã gửi công văn cho tất cả các phe phái trong phong trào cách mạng, kêu gọi đoàn kết khi đối mặt với quân đội tiến công của Tôn. Theo đó, trong nỗ lực gây áp lực lên Tôn, Phùng Ngọc Tường và Tây Bắc quân của ông đã phát động một cuộc tấn công vào Sơn Đông vào ngày 28 tháng 8, trong khi Vũ Hán đưa quân đội về phía bắc, cố gắng vượt qua Tôn và Hà Ứng Khâm đã tiếp cận từ Thượng Hải. Với lực lượng của mình bị bao vây, và không thể tiếp tục di chuyển quân đội qua sông, An Quốc quân đã buộc phải từ bỏ nhà ga đường sắt Long Đàm vào ngày 30 tháng 8. Trong một nỗ lực tuyệt vọng để kháng cự, Tôn đã tập hợp 40,000 quân còn lại của mình và tiến hành một cuộc phản công vào ngày 31 tháng 8, chỉ bị nghiền nát trong một trận chiến dữ dội khiến hơn 10,000 binh sĩ đó thiệt mạng. Trong khi Tôn có thể trốn thoát đến Sơn Đông, những đội quân còn sống sót của anh buộc phải đầu hàng Quốc quân.

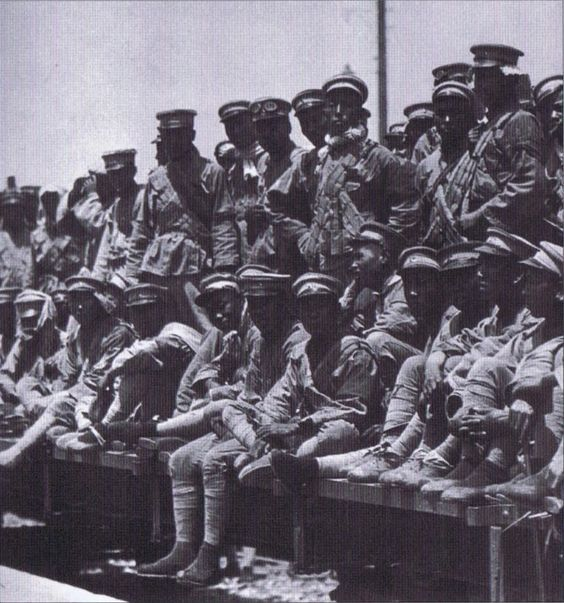
Lính Quân phiệt Bắc Dương rút lui bằng đường sắt

Với chiến thắng trong tay, các cuộc đàm phán hòa giải được bắt đầu lại vào ngày 7 tháng 9 và vào ngày 15 tháng 9, chính phủ Vũ Hán đã giải tán, với một chính phủ chung mới được thành lập tại Nam Kinh, dưới sự lãnh đạo của các tướng lĩnh Quảng Tây. Uông Tinh Vệ từ chối gia nhập chính phủ mới, cũng như Đường Sinh Trí, người đã trở thành một quân phiệt độc lập kiểm soát Hồ Bắc, Hồ Nam, Giang Tây và một số khu vực An Huy. Mặt khác, quân phiệt Sơn Tây Diêm Tích Sơn đã liên kết tỉnh của mình với chính quyền Nam Kinh, thêm 100,000 quân vào hàng ngũ Quốc quân và tăng áp lực lên Trương Tác Lâm.  Trong các cuộc chiến sau đó, cả lực lượng Sơn Tây và Phụng hệ đều không thể chiếm thế thượng phong. Quân đội của Diêm đã thành công chống lại một cuộc bao vây lớn tại Trác Châu, nhưng tiếp tục chịu thất bại nặng nề tại Bảo Định vào ngày 15/10. Tuy nhiên, mối đe dọa từ các lực lượng của Đường đã làm ảnh hưởng đến bất kỳ sự tiến lên nào về phía bắc của Quốc quân, và vì vậy vào tháng 10, đã chuyển sang dẹp tan cuộc nổi loạn nội bộ. Đường đã bị đánh bại vào đầu tháng 11, và phải sống lưu vong ở Nhật Bản ngay sau đó. Với việc Đường bị xử lý, hướng tấn công về phía bắc đã hoạt động trở lại, đến Bạng Phụ trước ngày 9 tháng 11. Tiếp tục tấn công, Tây Bắc quân và Phùng Ngọc Tường di chuyển về phía Từ Châu. An Quốc quân đã cố gắng phản công vào ngày 12 tháng 12, dẫn đầu là tàu hỏa bọc thép, nhưng nhanh chóng bị lực lượng Quốc quân và Tây Bắc quân kết hợp trở lại, đã chiếm Từ Châu vào ngày 16 tháng 12. An Quốc quân rút lui một lần nữa đến Sơn Đông.
Trong khi đó, tại Quảng Châu, một cuộc nổi dậy của cộng sản đã nổ ra vào ngày 11 tháng 12. Cuộc nổi dậy bạo lực nhanh chóng bị dập tắt, và vào ngày 13 tháng 12, Tưởng Giới Thạch kêu gọi chấm dứt tất cả các mối quan hệ còn lại với Liên Xô. Chính phủ Nam Kinh đã đồng ý, và cũng có thái độ nghi ngờ lòng trung thành đối với Uông Tinh Vệ, người đã lập căn cứ tại Quảng Châu sau khi chính quyền Vũ Hán kết thúc. Uông đi lưu vong ở Pháp vào ngày 17 tháng 12, mở đường cho sự trở lại của Tưởng với tư cách là tổng tư lệnh. Với thành công quân sự lực lượng Hợp Phố của Tưởng, các phe phái Quốc dân đảng khác nhau đã đồng ý công nhận tính hợp pháp của giới lãnh đạo của Tưởng. Do đó, Tưởng đã chính thức được mời tiếp tục chỉ huy Quốc quân vào ngày 1 tháng 1 năm 1928.

### Tập hợp lại và sự kiện Tế Nam (1–5/1928)
Với mùa đông lạnh lẽo ở miền bắc Trung Quốc ngăn cản mọi bước tiến, Tưởng đã sử dụng những tháng này sau khi tái bổ nhiệm để củng cố quyền kiểm soát và khôi phục sự liêm chính của chính quyền Nam Kinh. Vào ngày 18 tháng 2, Tưởng được phong danh hiệu "Tổng tư lệnh các lực lượng viễn chinh phương Bắc", trong khi Hà Ứng Khâm được bổ nhiệm làm tham mưu trưởng Quốc quân. Quốc quân được tổ chức lại thành bốn "tập đoàn quân" (集团军). Tập đoàn quân thứ nhất được tạo thành phần lớn từ các lực lượng Quốc quân ban đầu từ Quảng Châu, hiện có căn cứ tại khu vực Nam Kinh-Thượng Hải. Tập đoàn quân thứ hai bao gồm Tây Bắc quân của Phùng, tập đoàn quân thứ ba gồm lực lượng Sơn Tây của Diêm và tập đoàn quân thứ tư của Lý Tông Nhân ở Quảng Tây. Đến thời điểm này, Quốc quân được tạo thành từ một triệu binh sĩ, hầu hết là một phần quân đội của các quân phiệt trước đây. Chuẩn bị nối lại cuộc viễn chinh vào tháng 3, Tưởng đã ra lệnh cho bộ ngoại giao (外交部) của mình đàm phán với người Nhật, để cố gắng ngăn chặn sự can thiệp của họ vào Sơn Đông.
Đến ngày 1/4, Tập đoàn quân thứ hai Quốc quân của Phùng (Tây Bắc quân) và tập đoàn quân thứ ba Quốc quân của Diêm đã bắt đầu chiến đấu với An Quốc quân trên biên giới Hà Nam-Sơn Đông và dọc theo tuyến đường sắt Bắc Kinh-Tuy Viễn. Việc nối lại cuộc viễn chinh phương Bắc đã được Tưởng Giới Thạch chính thức ra mắt vào ngày 7/4. Với phòng tuyến An Quốc quân bị làm suy yếu bởi các cuộc tấn công của Phùng và Diêm, Tập đoàn quân thứ nhất Quốc quân đã tiến vào Sơn Đông dọc theo tuyến đường sắt Thiên Tân Phổ Khẩu, chiếm Đằng Châu ngày 16/4. Trong khi đó, lực lượng của Phùng tiến vào Sơn Đông từ phía tây, chiếm được Gia Tường vào ngày 15. Tôn Truyền Phương quyết định thực hiện một cuộc phản công hai mũi nhọn chống lại quân đội số một và số hai của Quốc quân, cẩn thận để đưa quân đội số một trở lại tuyến đường sắt Long Đàm. Cuộc tấn công của ông chống lại Quân đội số hai đã thất bại, và đến ngày 21, Quốc quân kết hợp đã buộc ông phải rút khỏi Tế Ninh về thủ phủ Tế Nam. Trong khi đó, người Nhật đã nghe về thất bại của Tôn, bắt đầu di chuyển đội quân Quan Đông bằng tàu hỏa từ Thanh Đảo đến Tế Nam.
Trong khi Tập đoàn quân thứ hai của Quốc quân tiến về phía đông bắc đến Tế Nam dọc theo bờ nam sông Hoàng Hà, Tập đoàn quân thứ nhất đã di chuyển về hướng đông từ tuyến đường sắt Thiên Tân-Phổ Khẩu tại Thái An, băng qua dãy núi Thái Sơn để tấn công Tế Nam từ phía tây qua tuyến đường sắt Thanh Đảo-Tế Nam. Chiến lược này đã thành công và đến ngày 29 tháng 4, Quốc quân đã gần như bao vây Tế Nam. An Quốc quân bị bao vây rút lui đến bờ bắc sông Hoàng Hà, giữa lúc cướp bóc và bùng phát bạo lực nổ ra. Tại thời điểm này, đã có 3,000 lính Nhật ở Tế Nam, bảo vệ 2,000 thường dân Nhật Bản trong thành phố. Vào ngày hôm sau, Quốc quân tiến vào Tế Nam. Tưởng Giới Thạch đến vào ngày 2 tháng 5 và cố gắng đàm phán rút quân Nhật Bản khỏi Tế Nam, ban hành bảo đảm an toàn cho thường dân Nhật Bản cho Tư lệnh đội quân Quan Đông địa phương Hikosuke Fukuda. Fukuda đồng ý, và quân đội của anh ta chuẩn bị rời khỏi đêm đó. Sáng sớm hôm sau, xung đột nổ ra giữa quân đội Trung Quốc và Nhật Bản, bắt đầu cái gọi là "sự cố Tế Nam". Ban đầu là xung đột vũ trang nhỏ leo thang vào ngày 8 tháng 5 thành một cuộc tấn công toàn diện của Nhật Bản vào thành phố. Trong lúc xung đột, quân Nhật đã giết chủ nhiệm xứ ngoại giao kiêm ủy viên chính vụ chiến địa Bộ Tổng Tư lệnh quân Cách mạng Quốc dân Thái Công Thời, một số nhà ngoại giao và khoảng năm nghìn dân thường Trung Quốc.

### Kết thúc chiến dịch và chiếm Bắc Kinh (5–12/1928)

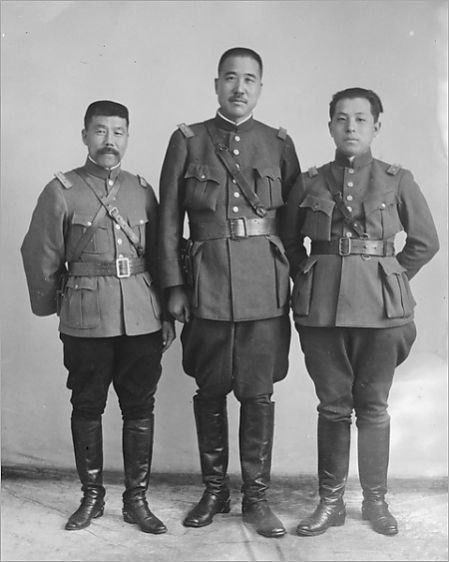
Trương Học Lương (phải) quyết định hòa bình với chính phủ Quốc dân, Trương Tông Xương (giữa) và Trữ Ngọc Phác (trái).

Quyết định tránh đối đầu với Nhật Bản, Quân đội số một Quốc quân tiếp tục hành quân về phía bắc bằng cách đi vòng quanh Tế Nam để chiếm Đức Châu vào ngày 13 tháng 5, trong khi Quân đội số hai Quốc quân di chuyển về phía bắc dọc theo tuyến đường sắt Bắc Kinh-Hán Khẩu. Trong khi đó, Quân đội số ba Quốc quân của Diêm Tích Sơn tiến về Bắc Kinh từ căn cứ ở Sơn Tây. Quân đội số hai và số ba gặp nhau tại Bảo Định trên bình nguyên Hoa Bắc. Trong khi Quân đội số hai bao vây thành phố đó, Quân đội số ba đi về phía bắc về Trương Gia Khẩu, cửa ngõ vào Bắc Kinh. Tuy nhiên, vào ngày 17 tháng 5, lực lượng của Trương Tác Lâm đã phát động một cuộc phản công 200,000 người, buộc Quân đội số một quay trở lại và Quân đội số hai cách Bảo Định 48 km (30 dặm) về phía nam. Khi giao tranh ngày càng gần với Bắc Kinh, người Nhật đã gửi một thông cáo tới cả Quốc quân và Trương, cảnh báo rằng bất kỳ cuộc chiến nào ở Mãn Châu sẽ dẫn đến sự can thiệp của Nhật Bản vào khu vực đó. Trương, không quan tâm đến tuyên truyền của Quốc dân đảng về vụ thảm sát Nhật Bản tại Tế Nam, trả lời rằng sẽ "không công nhận Nhật Bản quan trọng với Mãn Châu", làm tổn hại đến vị thế của ông. An Quốc quân bị mất tinh thần, động lực sau cuộc phản công vào ngày 25 tháng 5, và Quân đội số ba đã chiếm được Trương Gia Khẩu vào ngày hôm đó và vượt Nam Khẩu vào ngày hôm sau. Với áp lực gia tăng trên các tuyến đường sắt quan trọng của mình, Trương bắt đầu dần rút quân khỏi bình nguyên Hoa Bắc vào ngày 30/5. Trước sự tấn công của Quốc quân và chịu áp lực từ phía Nhật Bản, Trương đã quyết định sơ tán đến Mãn Châu bằng tàu hỏa, cùng với nhân viên của mình vào ngày 3/6. Sáng sớm hôm sau, một quả bom do Đạo quân Quan Đông của Nhật Bản phát nổ dưới tàu, sát hại Trương Tác Lâm trong cái gọi là "sự kiện Hoàng Cô Truân". Các lực lượng còn lại của ông, thậm chí còn mất tinh thần, bị sụp đổ dưới áp lực tiến công của Quốc quân. Tôn Truyền Phương đã đưa ra quyết định cuối cùng cho An Quốc quân khi rút quân khỏi tuyến phòng thủ và trốn đến Đại Liên do Nhật kiểm soát vào ngày 4 tháng 6 Vào ngày 6 tháng 6, Tập đoàn quân thứ ba Quốc quân đã hành quân vào Bắc Kinh, chấm dứt chính quyền Bắc Dương. Các đội quân Quốc quân khác đến Bắc Kinh trong vài ngày tới. Cấp dưới Trương Tông Xương là Từ Nguyên Tuyền sau đó đã đầu hàng tại Thiên Tân khi Tập đoàn quân thứ nhất Quốc quân tiến vào ngày 11 tháng 6.
Trương Học Lương kế nhiệm Trương Tác Lâm làm lãnh đạo quân phiệt Phụng hệ, và quyết định chấm dứt chiến tranh, hợp tác với những người theo dân tộc chủ nghĩa. Quân đội Sơn Đông-Trực Lệ do Trương Tông Xương và Trữ Ngọc Phác lãnh đạo đã từ chối đầu hàng, và bất chấp thất bại, và phải chịu tổn thất khoảng 60,000-70,000 lính, cũng như ít nhất ba đoàn tàu bọc thép do lính đánh thuê Bạch vệ dưới quyền tướng Konstantin Nechaev. Khi Trương Học Lương đứng về phía dân tộc chủ nghĩa, Trương Tông Xương tuyên chiến với quân phiệt Phụng hệ. Được hỗ trợ bởi Nhật Bản, Quân đội Sơn Đông-Trực Lệ chuyển từ căn cứ tại Đường Sơn vào ngày 2 tháng 8, vượt sông Loan xâm chiếm Mãn Châu. Sau 6 ngày chiến đấu, tuy nhiên, quân đội quân phiệt đã bị mắc kẹt giữa lực lượng liên minh của Quốc dân đảng và Trương Học Lương; nhiều quân của Trương Tông Xương (bao gồm cả lính đánh thuê Bạch vệ) đào thoát hoặc đào ngũ, và những người không chịu đầu hàng đã bị giết. Trương Tông Xương trốn thoát sang Beppu tại Nhật Bản. Trương Học Lương chính thức tuyên bố trung thành với chính phủ Quốc dân ở Nam Kinh vào ngày 29 tháng 12 năm 1928, đánh dấu sự kết thúc chính thức Bắc phạt và thống nhất Trung Quốc.

## Kết quả

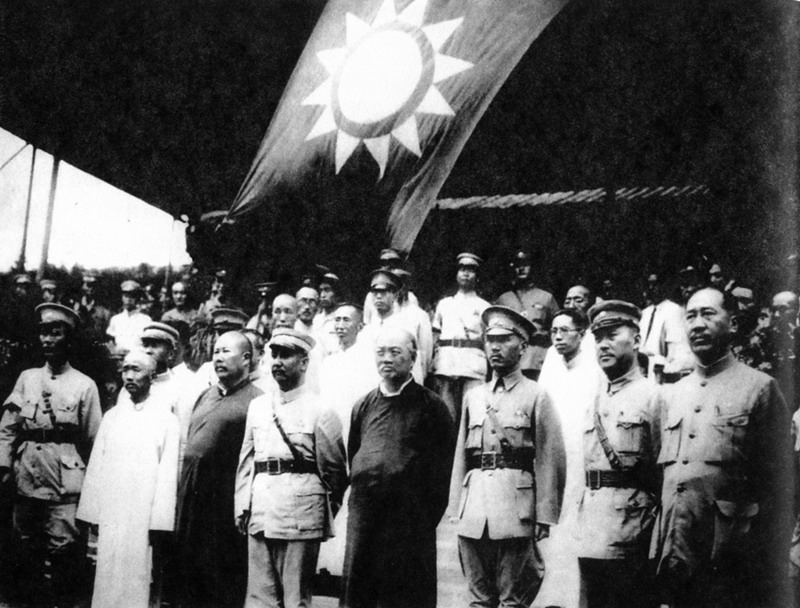
Các nhà lãnh đạo của Bắc phạt tập trung vào ngày 6 tháng 7 năm 1928 tại lăng mộ của Tôn Trung Sơn trong Bích Vân tự, Bắc Kinh, để kỷ niệm việc hoàn thành nhiệm vụ.

Sau khi chiếm được Bắc Kinh, Tưởng và chính quyền của ông đã nhanh chóng tổ chức lại chính quyền trong thời bình. Vào tháng 7, ông và các nhà lãnh đạo của bốn tập đoàn quân đã gặp nhau tại Bắc Kinh để thảo luận về việc xuất ngũ và giải giáp quân đội khoảng 2,2 triệu quân một phần của Quốc quân. Tưởng mong muốn giảm một nửa quy mô của quân đội, để giảm các khoản tiền của chính phủ cho sự phát triển trong nước. Sự thiếu thống nhất trong chính quyền mới nhanh chóng trở nên rõ ràng và vào ngày 14 tháng 7, Phùng Ngọc Tường rời Bắc Kinh. Một cuộc họp chung của Quốc Dân Đảng đã được tổ chức tại Nam Kinh từ ngày 8-14/8. Tại cuộc họp này, cũng có sự tham dự của các thành viên không phải là Quốc dân đảng Phùng Ngọc Tường và Diêm Tích Sơn, cuộc thảo luận chủ đề chính là tập trung hóa. Tưởng mong muốn có được quyền lực để kiểm soát quyền lực địa phương và tập trung vào chính quyền trung ương, đồng thời ngăn chặn thời kỳ quân phiệt trước đây. Bộ trưởng Bộ Tài chính Tống Tử Văn kêu gọi tất cả các khoản thu sẽ được tập trung trong kho bạc quốc gia. Tuy nhiên, cuối cùng, người ta đã nhận ra rằng việc tập trung hóa thực sự chỉ có thể xảy ra nếu các chỉ huy, các cựu quân phiệt, từ bỏ quyền lực tài chính và quân sự của họ cho chính phủ quốc gia. Mặc dù các nguyên tắc này đã được các thành viên Quốc Dân Đảng đồng ý, nhưng việc thực hành trên thực tế không được chắc chắn.
Chính phủ Nam Kinh thời bình mới được ra mắt vào ngày 10 tháng 10 năm 1928, kỷ niệm lần thứ mười bảy bắt đầu cuộc Cách mạng Tân Hợi, với sự lãnh đạo của Tưởng. Quốc gia vẫn de facto chia thành năm vùng kiểm soát bởi các nhà lãnh đạo quân sự. Phe Nam Kinh kiểm soát khu vực xung quanh Nam Kinh và Thượng Hải, trong khi phe Quảng Tây kiểm soát Hồ Bắc, Hồ Nam và Quảng Tây. Tây Bắc quân của Phùng Ngọc Tường tiếp tục kiểm soát Thiểm Tây, Hà Nam và một phần của Sơn Đông và Trực Lệ, trong khi Diêm Tích Sơn kiểm soát Sơn Tây, Bắc Kinh và khu vực xung quanh Thiên Tân. Trương Học Lương tiếp tục kiểm soát Mãn Châu như một quốc gia độc lập gần như và các quân phiệt địa phương ở Tứ Xuyên, Vân Nam và Quý Châu vẫn như trước khi Bắc phạt.
Quân phiệt bị đánh bại Trương Tông Xương trở lại Sơn Đông vào năm 1929, nơi ông đã phát động một cuộc nổi dậy chống lại cấp dưới trước đây Lưu Trân Niên. Cuộc nổi loạn bị dập tắt nhanh chóng, nhưng nó cũng chứng minh sự quản lý không vững chắc của chính quyền Nam Kinh trên lãnh thổ rộng lớn của Trung Quốc. Khi Tưởng cố gắng cắt giảm quân đội và tập trung quyền lực của chính phủ quốc gia ở Nam Kinh, các quân phiệt địa phương, với lực lượng quân sự gần như không thay đổi, bắt đầu từ bỏ lòng trung thành với Tưởng và lập liên minh chống lại Quốc dân đảng. Cuộc đấu tranh giành quyền tối cao này đã nổ ra xung đột vũ trang trong Trung Nguyên đại chiến năm 1929-1930.  Mặc dù Tưởng cuối cùng đã chiến thắng trong cuộc chiến đó, đảm bảo vị thế là người lãnh đạo duy nhất của toàn bộ Trung Quốc, nhưng chủ nghĩa địa phương và chủ nghĩa quân phiệt vẫn tiếp tục, làm suy yếu đất nước và đặt nền móng cho Chiến tranh Trung – Nhật và Nội chiến Trung Quốc.
Bắc phạt trở thành điểm tranh chấp giữa Joseph Stalin và Leon Trotsky ở Liên Xô. Stalin khuyến khích Đảng Cộng sản hợp tác với Quốc dân đảng nhiều lần, vì ông tin rằng Quốc dân đảng có khả năng hoàn thành cuộc cách mạng Trung Quốc. Trotsky đã chống lại sự hợp tác với Quốc Dân Đảng, vì ông tin rằng nó trái ngược với khái niệm cách mạng vô sản. Quốc tế cộng sản ủng hộ quyết định của Stalin đã hỗ trợ tài chính Quốc Dân Đảng. Stalin, trong chiến lược Trung Quốc đã cấm vũ trang công nhân và nông dân, và khuyến khích hợp tác với giai cấp tư sản, được coi là dễ bị tổn thương sau sự thất bại của Mặt trận Thống nhất. Thất bại này đã kết tinh việc ông rời khỏi cách mạng quốc tế và hướng tới "Chủ nghĩa xã hội trong một quốc gia". Stalin sẽ không bao giờ tin tưởng vào Đảng Cộng sản Trung Quốc, mà sau này ông gọi là "bơ thực vật cộng sản" người chệch khỏi chủ nghĩa Marx chính thống trong cuộc phát động đối với nông dân, chứ không phải là công nhân, cách mạng.